# Photinus aquilonius
Photinus aquilonius är en skalbaggsart som beskrevs av Lloyd 1969. Photinus aquilonius ingår i släktet Photinus och familjen lysmaskar. Inga underarter finns listade i Catalogue of Life.